# Кампанелла, Данило
Данило Кампанелла (итал. Danilo Campanella, Рим, 2 декабря 1984) — итальянский философ, политолог и писатель.

## Биография
Окончил факультет философии в Папском Латеранском Университете, факультет политологии в
Римском университете Тор Вергата, звание доцент межкультурной философии получил в Швейцарском университете Арссуп Архивная копия от 21 июля 2016 на Wayback Machine, на сегодняшний день один из самых молодых итальянских политологов.
Его исторические произведения ориентированы, главным образом, на философию и политическую этику, в частности в период После Второй Мировой войны. Во многих своих произведениях он исследовал социологические темы, обращая особое внимание на связь официальной истории с политической философией.
Его работы характеризуются вниманием к отдельным историческим аспектам политических идей, таких как, например, психологические корни, которые способствуют массовой приверженности определенным политическим идеологиям, особенно постмодернистского характера.
Он работал и сотрудничал с национальными и международными учреждениями науки, культуры, дипломатическими миссиями, военными, политическими и общественными объединениями. С 2015 года начал сотрудничество со Швейцарским университетом Арссуп в качестве преподавателя, и посвятил себя написанию эссе и романов. В 2014 году он сотрудничал с философом Джанни Ваттимо и основал с Симоне Каминада Филомат ТВ. Так же сотрудничает с ежемесячным изданием "Загадки".

## Произведения
•	Рождение, пик и падение Спарты (Nascita, apogeo e caduta di Sparta), Новая Культура, Рим 2007.
•	Разрушение тонкой реальности (La distruzione delle realtà sottili), Луз, Латина 2010.
•	Альдо Моро, философия, политика, мысли (Aldo Moro, filosofia, politica, pensiero), Издательство Паолин, Милан 2014.
•	Конец нашего времени (La fine del nostro tempo), Издательский дом Диссенси, Феррара 2015.
•	Люди не человечные: антропологический вызов, Социальные науки, ежеквартальный научный журнал, номер 12, апрель 2015 года, "Социология: теории культуры и цифровые рынки", код ISSN 2239-1126.
•	От Хомо Сапиенс к Хомо ВиДенс, Социальные науки, ежеквартальный научный журнал,  номер 13, сентябрь 2014 года, "Антропология: Подделки в Китае", код ISSN 2239-1126.
•	Чувство священного в феноменологии первородного греха, Социальные науки, ежеквартальный научный журнал, номер 14, декабрь 2015 года, "Праздность: затеряться в мегаполисе", код ISSN 2239-1126.
•	Все исторические идеологии имеют плоть, Социальные науки, ежеквартальный научный журнал, номер 15, апрель 2016 года, "Эротика. Косые взгляды расширенных органов" (под редакцией Клаудио Скано), код ISSN 2239-1126.
•	Феноменология проституции, Наука и исследования, журнал научных исследований, номер 28, код ISSN 2283-5873.
•	Для эстетической теории диктатуры, Наука и исследования, журнал научных исследований, номер 33, июль 2016.